# María Francisca Atlántida Coll Oliva
María Francisca Atlántida Coll Oliva (Dakar, 28 de mayo de 1941 - Ciudad de México, 1 de noviembre de 2022) fue una investigadora y profesora mexicana de la Universidad Nacional Autónoma de México. Referente en la geografía mexicana, su trabajo más destacado es el Nuevo Atlas Nacional de México, una obra en la que la investigadora coordinó a más de 50 académicos de 40 instituciones.

## Biografía
Atlántida Coll es hija de la geógrafa e historiadora española y nacionalizada mexicana Josefina Oliva Teixell y del funcionario público y abogado Antonio Coll Maroto. Ambos formaron parte del exilio republicano español tras la Guerra civil española, saliendo de su país de origen en 1939. Dada la persecución del fascismo por la Francia de Vichy la pareja salió intempestivamente de Francia con rumbo a Senegal, donde Josefina Oliva dio a luz a su hija María Francisca en el hospital civil de Dakar. La familia llegó a México en 1941.
Casada con el urólogo Luis Manuel Hurtado Olmedo, por ello, firma sus trabajos como Atlántida Coll de Hurtado, o Coll-Hurtado.
Con el paso de los años la profesora, se convertiría en una de las geógrafas más reconocidas del país.

## Trayectoria académica
Coll Oliva estudió geografía en la Facultad de Filosofía y Letras de la UNAM, licenciándose en 1965. En 1967 ingresó como asistente de investigación al Instituto de Geografía y en 1972 obtuvo la maestría, especializándose en geomorfología. En 1981 obtuvo el título de doctorado con una tesis sobre agricultura y geografía en México, material que se publicó como libro en 1982 y 1985. Además, es integrante del Sistema Nacional de Investigadores de su país.

## Carrera
Entre 1967 y 1971, dedica sus primeros años de investigadora a la geomorfología. Por ello,  Atlántida Coll es la pionera de los estudios geomorfológicos en México, siguiendo a su director de licenciatura Gilberto Hernández Corzo (1903-1991). Del mismo modo, al utilizar las técnicas de fotointerpretación para sus análisis de geomorfología, contribuyó a lanzar este método en México. Su trabajo condujo a la elaboración del Atlas nacional de México y del Nuevo Atlas de México, obra de referencia. 
En 2005, publica Geografía económica de México (2005), que resume las características de cada uno de los sectores de la economía mexicana. Diagnostica la situación del país, entre el tercermundismo y la economía emergente, y su situación en el contexto de la economía mundial actual. 
Contribuye a que en México se conozcan los trabajos del geógrafo francés Pierre George. Sobre él, coordinó, en 2009 una obra : Una vida entre valles y colinas. Pierre George : un homenaje. 
Desde 1986, es miembro del Sistema Nacional de Investigadores mexicano, reconocimiento otorgado por el Consejo nacional de la ciencia y de la tecnología (CONACyT) de México, del cual posee la categoría más alta (Nivel III) desde 1995.

## Premios y reconocimientos
- Medalla Panamericana de Cartografía del Instituto Panamericano de Geografía e Historia, 2009[1]
- Premio Internacional de Geocrítica de la Universidad de Barcelona, España, 2014[1]
- Investigadora Emérita del Instituto de Geografía de la UNAM.[1]
- Doctorado honoris causa de la UNAM, 2017.[6]